# Annette Schavan
Annette Schavan (Jüchen, 10 juni 1955) is een Duits politica voor de CDU. Ze was van 1995 tot 2005 minister voor Vorming, Jeugdzaken en Sport in de deelstaatregering van Baden-Württemberg en was vervolgens minister voor Opvoeding en Wetenschappelijk Onderzoek in de kabinetten Merkel I en Merkel II. In februari 2013 trad ze af nadat haar doctorstitel haar was afgenomen omdat ze plagiaat had gepleegd bij het schrijven van haar proefschrift.
Schavan groeide op in een conservatief rooms-katholiek middenklassengezin, als dochter van een  handelaar. Nadat ze in 1974 haar gymnasiumdiploma had gehaald studeerde Schavan pedagogiek, filosofie en katholieke theologie aan de Rheinische Friedrich-Wilhelms-Universiteit van Bonn en de Heinrich Heine-Universiteit van Düsseldorf. In 1980 promoveerde ze bij de pedagoog Gerhard Wehle op het proefschrift Person und Gewissen - Studien zu Voraussetzungen, Notwendigkeit und Erfordernissen heutiger Gewissensbildung.
Schavan werkte vervolgens bij Cusanuswerk, een bisschoppelijk organisatie voor ondersteuning van hoogbegaafdestudenten, en was vanaf 1984 als afdelingshoofd voor buitenschools onderwijs verbonden aan het bisdom Aken. Van 1987 tot 1988 was ze manager bij de Frauen Union, de organisatie van alle vrouwelijke leden van de CDU. Ze keerde bij Cusanuswerk terug en stond van 1991 tot 1995 aan het hoofd van deze organisatie.
Van 2009 tot 2010 was Schavan onbezoldigd hoogleraar aan de Vrije Universiteit Berlijn.

## Politieke carrière
Van 1975 tot 1984 was Schavan actief in de gemeentepolitiek van Neuss.
Van 2001 tot 30 september 2005 was ze lid van de landsraad van Baden-Württemberg. Sinds 2005 is ze lid van de Duitse Bondsdag. In 2004 werd ze beschouwd als mogelijke christendemocratische kandidaat voor de positie van Bondspresident, maar Horst Köhler werd genomineerd. Deze werd ook gekozen. In 2005 probeerde Schavan Erwin Teufel op te volgen als premier van Baden-Württemberg, maar bij de interne CDU-verkiezingen voor deze functie werd ze verslagen door haar rivaal Günther Oettinger.
Op 22 november 2005 werd Schavan benoemd tot Minister van Onderwijs en Wetenschappen in het eerste Kabinet-Merkel.

## Plagiaat
Toen de Duitse minister van Defensie Karl-Theodor zu Guttenberg in februari 2011 in opspraak raakte omdat hij bij het schrijven van zijn proefschrift plagiaat zou hebben gepleegd, werd diens handelen door Schavan openlijk veroordeeld. In mei 2012 raakte Schavan evenwel zelf in opspraak wegens plagiaat. Volgens een onderzoek door een medewerker van de VroniPlag Wiki zou Schavan op 94 van de 325 pagina's van haar proefschrift tekstfragmenten hebben overgenomen zonder behoorlijke bronvermelding. Schavan verklaarde naar eer en geweten te hebben gehandeld en verzocht de Heinrich Heine-Universiteit een onderzoek in te stellen. Hiermee werd professor Stefan Rohrbacher belast. Deze concludeerde eveneens dat Schavan plagiaat had gepleegd. Dit oordeel werd op 5 februari 2013 door de faculteitsraad bevestigd, waarna de universiteit Schavans doctorstitel introk. Op 9 februari maakte bondskanselier Angela Merkel bekend dat ze Schavans ontslagaanvraag had aanvaard. Schavan werd op 14 februari van dat jaar als Minister van Onderwijs en Wetenschappen opgevolgd door Johanna Wanka.
- Gemeinsame Normdatei: 118160168
- International Standard Name Identifier: 0000 0000 2426 9654
- Library of Congress Control Number: n81015144
- Nationale Bibliotheek van Tsjechië: jo20231175525
- Nederlandse Thesaurus van Auteursnamen: 069326797
- Système universitaire de documentation: 068739338
- Virtual International Authority File: 15558966
- WorldCat: E39PBJfX7Jw3HxvvYx4wFymGHC